# Avaliação Global de Anfíbios
A Avaliação Global de Anfíbios (em inglês: Global Amphibian Assessment), também citado pela sigla GAA, foi uma iniciativa conjunta de 2001-2004 liderada pela União Internacional para a Conservação da Natureza (UICN / IUCN), Conservation International e NatureServe, que conduziu a primeira avaliação abrangente de todas as espécies de anfíbios conhecidas para a Lista Vermelha da UICN. Os dados de anfíbios na Lista Vermelha foram posteriormente atualizados em 2006 e 2008. Em 2009 foi criado a Autoridade da Lista Vermelha para o Grupo de Anfíbios que lançou uma segunda avaliação global em 2015.